# Antigues escoles (Boadella i les Escaules)
Antigues escoles és una obra de Boadella i les Escaules (Alt Empordà) inclosa a l'Inventari del Patrimoni Arquitectònic de Catalunya.

## Descripció
Situat dins del nucli urbà del veïnat de les Escaules, integrat al municipi de Boadella al que pertany. L'edifici està situat a l'extrem sud del terme, essent una de les últimes construccions del carrer.
Edifici aïllat amb jardí de planta rectangular, amb la coberta de teula de dues vessants i distribuït en planta baixa i pis. La construcció, amb la façana principal orientada a migdia, presenta grans finestrals i dues portes d'accés d'arc de mig punt, amb els emmarcaments arrebossats, a la planta baixa. Al pis, les finestres són rectangulars i amb el mateix tipus d'emmarcament. Un ràfec de dents de serra marca la divisòria entre les dues plantes. A la part inferior dels paraments hi ha un sòcol de pedra delimitat amb una cornisa de maó.
La construcció està arrebossada i pintada.

## Història
Les primeres notícies que es tenen de les escoles públiques de les Escaules són de l'any 1800 on hi apareix Baldiri Blanch com a mestre. Posteriorment, l'any 1845, al Diccionari Geogràfic de Pascual Madoz, es torna a mencionar, indicant que tenia 10 alumnes. A mitjans del segle xix les escoles no tenien una ubicació definitiva, passant de la Casa Miró, a la plaça Major a Can Pau, del Carrer de la Processó. A finals de segle, a l'any 1888, s'ubiquen a casa de Pere Blanch al carrer de l'Oli.
L'any 1922, el regidor de les Escaules, Pere Blanch, demanà poder construir un edifici propi per a les escoles públiques de les Escaules. Aquest edifici, ubicat al carrer Figueres no s'acabarà fins a l'any 1928. Després de la Guerra Civil l'escola de Boadella va quedar sense mestre i els alumnes anaven a l'escola de les Escaules. Però des de mitjans anys setanta varen quedar sense alumnes.
Als anys 70 del segle xx, i degut al despoblament que va patir el municipi, les escoles es van tancar. L'any 1981 es va demanar la desafectació de les escoles de les Escaules perquè ja feia més de vuit anys que no s'hi feia classe. L'edifici fou aprofitat per allotjar-hi el dispensari mèdic.